# Livèche d'Écosse
Ligusticum scoticum · Livèche écossaise, Persil de mer
Classification phylogénétique
Espèce
Synonymes
- Ligusticum scothicum L.
- Haloscias scoticum (L.) Fr.

La livêche d'Écosse, aussi appelée livèche écossaise et persil de mer (Ligusticum scoticum), est une espèce de plantes à fleurs de la famille des Apiacées. C'est une plante herbacée avec une répartition holarctique.

## Description
La livêche d'Écosse est une herbacée vivace d'une taille moyenne de 50 cm. Ses feuilles, qui originent de la base ou de la tige, sont divisées en neuf folioles. Celles-ci sont luisantes et dégagent une odeur près de celle du persil ou de la livèche. Les tiges sont longitudinalement striées de vert et de rouge. Les fleurs sont blanches, composées de cinq pétales et d'étamines violacées. Les fruits sont des diakènes cylindriques.

## Habitat et répartition
La livêche d'Écosse est une espèce holarctique. On la retrouve sur les côtes canadiennes (Colombie-Britannique, Québec et provinces de l'Atlantique) et américaines (Alaska et Nouvelle-Angleterre), ainsi que sur les côtes du nord de l'Eurasie. Elle est considérée native de toutes ces régions. Elle croît sur la zone supralittorale des cours d'eau salée et saumâtre.

## Utilisations
Étant donné leur saveur, les feuilles et les fruits mûrs peuvent remplacer le persil et le céleri dans les recettes.

## Statut
La livêche d'Écosse est considérée comme menacée dans les États américains du Connecticut et de New York.